# Casineria kiddi
La casineria (Casineria kiddi) è un tetrapode estinto, forse appartenente agli amnioti. Visse nel Carbonifero inferiore (circa 340 milioni di anni fa) e i suoi resti fossili sono stati ritrovati in Scozia.

## Descrizione
Questo animale doveva essere lungo una quindicina di centimetri; il suo corpo mostra segni di adattamento tipici degli amnioti piuttosto che caratteri tipici degli anfibi. L'unico fossile noto è privo di gran parte del cranio e di tutta la parte posteriore del corpo, cionondimeno è stato possibile ricostruire l'animale. Casineria aveva cinque dita con artigli su ogni mano, e a tutt'oggi è il più antico animale dotato di piedi artigliati. Gli artigli sono una caratteristica strettamente legata alla formazione di squame cheratinose nei rettili; è quindi possibile che Casineria avesse sviluppato una pelle squamosa come quella dei rettili (Alibardi, 2008). In vita, quindi, l'animale sarebbe apparso simile a una piccola lucertola.
Della regione cranica, solo la parte posteriore della mandibola si è conservata. Le vertebre del tronco si sono conservate, ed è probabile che fossero 25. I pleurocentri erano quasi cilindrici e più lunghi degli intercentri a forma di mezzaluna. Entrambi erano articolati con gli archi neurali. Scapolare e coracoide sembrerebbero essersi ossificati separatamente, come nei watcheeridi. La clavicola era dotata di una lama molto grande, mentre l'omero possedeva un tronco distinto tra le aree di articolazione prossimali e distali. La mano era dotata di cinque dita con una formula falangeale composta di 2, 3, 4, 5, 4, simile a quella dell'arcaico Tulerpeton. Insolitamente, Casineria era dotato di falangi ungueali ricurve, che formavano veri e propri artigli, come in molti amnioti primitivi. L'ilio sembrerebbe essere stato più lungo posteriormente rispetto a quello di altri tetrapodi primitivi, ma non sembra esserci stato un processo dorsale. Il femore era più lungo del femore di circa 30%. Lungo il ventre dell'animale erano presenti anche gastralia stretti e a sezione ellittica. 

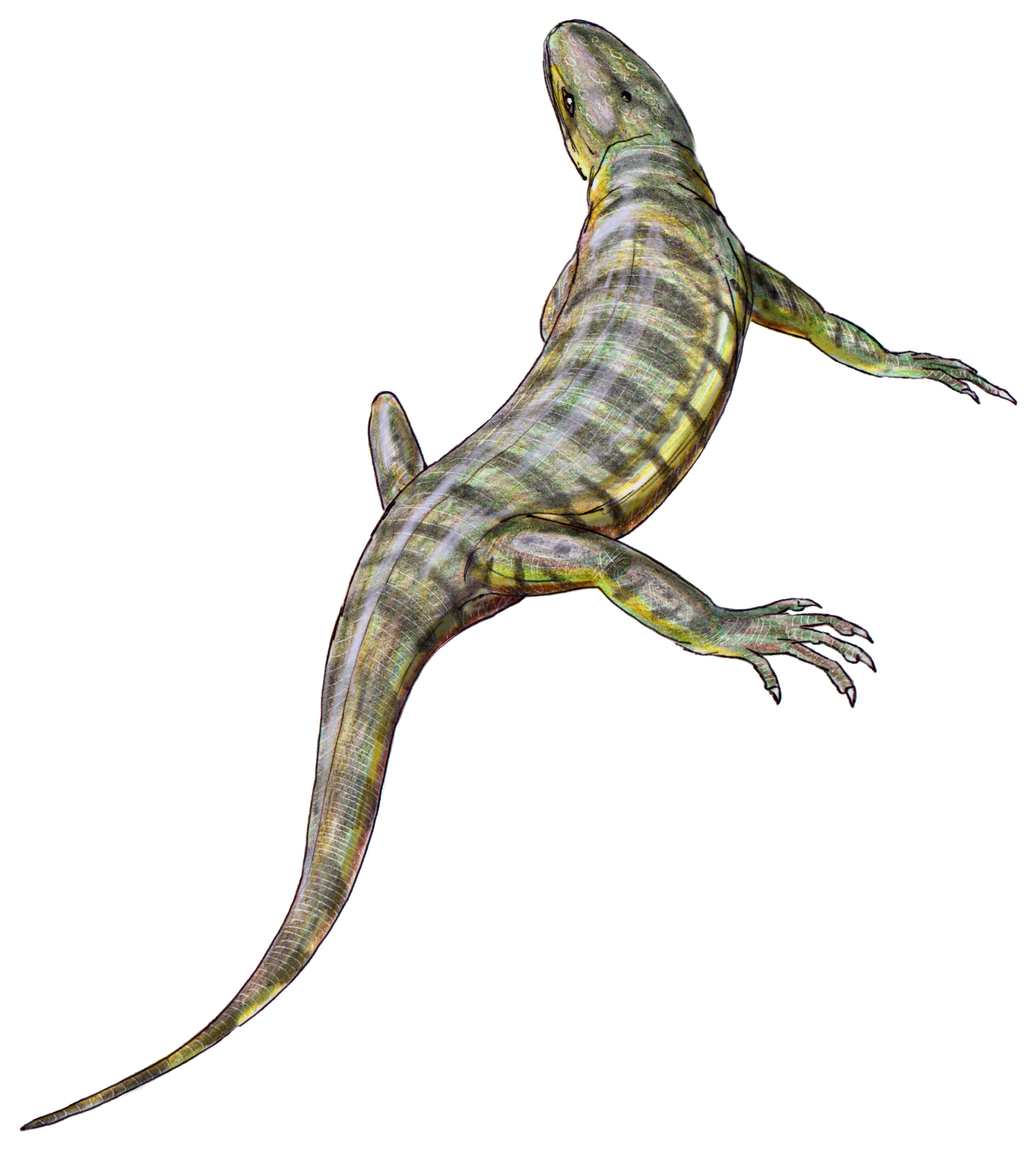
Ricostruzione di Casineria kiddi

## Classificazione
Casineria kiddi è stato descritto per la prima volta nel 1999, sulla base di un fossile incompleto ritrovato nella zona di Cheese Bay (East Lothian, Scozia). Le caratteristiche di Casineria richiamano da vicino quelle degli amnioti; potrebbe rappresentare quindi il più antico amniote noto, o quantomeno uno dei più vicini parenti di questo clade.
Pur mantenendo una struttura generale simile a quelle dei rettiliomorfi come i seymouriamorfi e i diadectomorfi, Casineria mostra anche caratteristiche che lo legano ai primi rettili, in particolare una corporatura gracile con ossa delle zampe sottili, caviglie non fuse e piedi che terminano in artigli. Ciò consentiva all'animale di usare i piedi attivamente per la trazione, piuttosto che come ventose: indice, questo, di uno stile di vita prevalentemente terrestre. Queste caratteristiche dimostrano che Casineria era più strettamente legato agli amnioti rispetto ad altri rettiliomorfi.
Con le sue caratteristiche avanzate, Casineria kiddi potrebbe essere stato uno dei primi veri amnioti, e quindi il primo rettile secondo una classificazione tradizionale. Nel linguaggio filogenetico sarebbe stato uno stem-amniote, vicino ma al di fuori del gruppo corona Amniota (gruppo formato dall'ultimo antenato comune di sinapsidi e sauropsidi e tutti i suoi discendenti). Casineria kiddi porterebbe indietro l'origine della linea evolutiva amniote di molti milioni di anni rispetto a quanto ritenuto fino al momento della sua scoperta. Tuttavia, come con la maggior parte dei tetrapodi basali, la sua posizione filogenetica è incerta, ed è stato anche suggerito che Casineria kiddi fosse un anfibio temnospondilo basale (Pawley, 2006).

## Paleoecologia
Benché ritrovato in una formazione in cui sono stati ritrovati resti di gamberi, scorpioni e (pochi) pesci, si ritiene che Casineria abitasse un ambiente relativamente secco. È possibile che questo animale fosse già in grado di deporre le uova; forse nascondeva le sue uova nella vegetazione umida o in tronchi d'albero. I vertebrati che vivevano al tempo di Casineria erano acquatici, e passavano solo una parte del loro tempo sulla terraferma. Casineria e i suoi stretti parenti potrebbero essere stati i primi vertebrati a vivere e riprodursi a terra. Le ridotte dimensioni di Casineria erano l'ideale per la caccia ai piccoli invertebrati carboniferi.